# カット (アニメ)
アニメにおけるカットは切れ目のないひと続きの映像である。ショット（英: shot）とも。

## 概要
アニメにおけるカットは切れ目のないひと続きの映像であり、映像における「ショット」のアニメ業界における呼び名である。基本的に1枚の背景と多数のセル（動画）からなる（⇒#要素）。尺はカットによりマチマチである（⇒#属性）。
完成したカットは編集により他のカットと繋ぎ合わされ1本の映像になる。ゆえに1つのアニメ作品は多数のカットの集合体といえる。アニメ制作はカットを基本単位とし、各カットを独立進行することで大人数の分業を実現している（⇒#制作）。

## 要素
カットはコマの集合である。カットは以下の要素からなる。

### セル
1カットは1枚以上の原画から作られる。

### 背景
1カット1背景を基本とする。しかしカメラワークによっては場面転換に近い背景変化が必要な場合もある。また3DCGを背景に用いると「1背景」の定義も曖昧になる。ゆえに1カット1背景はあくまで基本である。
1背景ということは1カット全コマで同じ背景が映ること（=カメラFIX）を意味しない。アニメにはカメラワークがあるため、1枚の大きい背景画像上をカメラフレームが動くことでコマごとに少し動いた背景が映せる。

## 属性

### 尺
1カットの尺（秒数）は演出意図によって定まり、決まった長さはない。実写映像における長回しのように分単位になるカットもあれば、高速でカットバックするために1秒にも満たないカットもある。スタジオジブリ作品の平均1カット尺は2006年のデータで約5秒である。

## 制作
商業的なアニメ制作は多人数の分業により実現しており、その際、カットを作業単位として進行する。すなわちカット1が原画マンAの手に渡りそれが動画マンaへ渡され、同時にカット2では原画マンB→動画マンbと渡る、という形で各カットが独立して制作工程を流れていく。この流れの中で各カットはカット袋によって管理される。

### カット袋
アニメ制作におけるカット袋（）は1つのカットを構成する全素材を収納し一括管理する袋である。
カット袋は1つの作業単位として制作工程のなかを流れていき、最終的にはタイムシート・レイアウト・原画・動画などが収納される。
アナログアニメ制作の時代から存在しており、素材を保護するために厚手の紙で出来ている。デジタルアニメ制作になってもカットが制作の基本単位となることは変わらなかったため、1カットを構成する素材を収納するフォルダを指してカット袋と呼ぶ場合もある。